# LOVE or MONEY
『LOVE or MONEY』（ラヴ・オア・マネー）は、1987年に44MAGNUMがリリースした4枚目のオリジナル・アルバム。

## 概要
ビクターエンタテインメントのInvitationレーベル移籍後初のオリジナル・アルバムとしてリリースされた。
ヘヴィメタル路線からポップ・ロック路線へとサウンド・スタイルを変更した作品である。
2008年8月20日に全曲リマスタリングされ再発売した。

## 収録曲
（全作詞（特記以外）：梅原“PAUL”達也、全作曲（特記以外）：広瀬“JIMMY”さとし）
1. IT'S RAINING
2. TAKE IT EASY
3. JEANINE
4. LOVE & MONEY
  - 作詞：宮脇“JOE”知史
5. DAY-DREAM
6. DANCING WITH YOUR LOVE
7. IS THIS LOVE
  - 作曲：吉川“BAN”裕規
8. E・N・D・A・N・G・E・R（The Thrill of Lights）
9. SILENT NIGHTS
  - 作詞：宮脇“JOE”知史
10. HEY BOY
11. IN YOUR EYES